# OverBlog
OverBlog est une plateforme d'hébergement, créée en 2004 par Frédéric Montagnon, Gilles Moncaubeig et Julien Romanetto à Toulouse, qui permet de créer et gérer des blogs.

## Fonctionnalités
OverBlog propose une démarche axée sur la simplicité, permettant aux personnes sans connaissances techniques de créer leur blog sur le site, en leur proposant ces fonctionnalités :
- La création d'un blog gratuit ou premium;
- la gestion en mode simple adapté aux débutants ;
- la gestion en mode avancé pour les personnes confirmées ;
- la possibilité de rentabiliser son blog grâce à un « Partenariat de droits d'auteur »[1] ou via une propre régie publicitaire ;
- la visibilité sur le portail Overblog ;
- la possibilité d'acheter un nom de domaine et des options supplémentaires.

La plateforme est disponible en français, en allemand, en espagnol, en italien et en anglais.

### Modèle économique
La plateforme est principalement financée par les revenus publicitaires et les services payants. Une partie de ses revenus publicitaires sont reversés aux auteurs des blogs sous forme de « droits d'auteur ».

## Historique
En mars 2006, OverBlog est financé à 50 % par la publicité, le reste se subdivisant entre services payants et marque blanche, la grande majorité des blogueurs ne paye rien.
L'entrée au capital du groupe TF1 (26 % de la SAS) dope les investissements de l'année 2007 en finançant le développement du logiciel et l'infrastructure technique d'une nouvelle version..
En octobre 2010, OverBlog fusionne avec Wikio et Ebuzzing pour construire le groupe leader européen du média social et former le Wikio Group, renommé plus tard Ebuzzing Group.
À la suite de la fusion avec Wikio / eBuzzing en octobre 2010, le nouvel ensemble augmente son capital de quatre millions d'euros pour déployer un groupe de média social. La société dispose de bureaux à Paris, Toulouse, Rome, Milan, Londres, Bâle, Hambourg, Düsseldorf et Madrid et emploie plus de 160 personnes. Elle totalise alors plus de trente millions de visiteurs uniques mais s'attire aussi les critiques de médias qui l'assimilent à une ferme de contenus dont le principe est également décrié par Google. Une nouvelle levée de fonds de vingt-cinq millions de dollars, organisée à l'été 2011, met finalement fin au projet controversé pour se concentrer sur le développement global de la plateforme.
En 2013, le cofondateur d'Overblog, Frédéric Montagnon, prépare le développement de la plateforme aux États-Unis.
En avril 2014, OverBlog se fait racheter par le groupe Webedia (groupe Fimalac), possédant entre autres PureMédias, AlloCiné et CanalBlog, pour moins de cinq millions d'euros.

## Partenariats
OverBlog a développé plusieurs partenariats avec des acteurs de références dans leurs domaines tels que : 
- Deezer[10] ;
- EMI Music France et Universal Music ;
- TF1 (Secret Story, Star Academy...) ;
- Plurielles.fr[11] ;
- Microsoft Windows Live[12] ;
- Dailymotion.

## Résultats d'audience
En mars 2007, OverBlog annonce que le cap du million de visiteurs unique par jour a été franchi. En janvier 2009, ce sont 1,3 million de visiteurs par jour, plus de huit millions de pages vues par jour et près de 20 000 articles créés chaque jour. À cette date, le site se classe comme le 19e site français du top 100 d'Alexa Internet. Au lancement de son nouveau portail, en juin 2009, OverBlog enregistre 9,4 millions de visiteurs uniques (source Nielsen/Médiamétrie) et compte 1,6 million de visiteurs par jour. En août 2011, l'ensemble de la galaxie Overblog totalise plus de trente millions de visiteurs uniques.
Lors de sa cession à Webedia en avril 2014, le site enregistre plus de cinquante millions de visiteurs uniques par mois.